# ウィルマン・ディアス
ウィルマン・ヨナキエル・ディアス（Wilman Jhonaquiel Diaz, 2003年11月15日 - ）は、ベネズエラのアラグア州マラカイ出身のプロ野球選手（遊撃手）。右投右打。MLBのロサンゼルス・ドジャース傘下所属。

## 経歴
2020年オフの海外アマチュア・フリーエージェント市場で注目を集め、MLB公式サイトが発表したインターナショナル・プロスペクトランキングではヨエルキ・セスペデス、オスカー・コラスに次ぐ3位にランクインした。
その後、2021年1月15日にロサンゼルス・ドジャースと契約してプロ入り。契約金は269万7500ドル。契約後、傘下のルーキー級ドミニカン・サマーリーグ・ドジャースへ送られた。